# Norte de Gran Canaria
Norte de Gran Canaria este o arie protejată (arie de protecție specială avifaunistică — SPA) din Spania întinsă pe o suprafață de 1.535,73 ha, integral pe uscat.

## Localizare
Centrul sitului Norte de Gran Canaria este situat la coordonatele 28°04′N 15°35′W / 28.07°N 15.58°V.

## Înființare
Situl Norte de Gran Canaria a fost declarat arie de protecție specială avifaunistică în octombrie 2022 pentru a proteja 5 specii de animale.

## Biodiversitate
Situată în ecoregiunea , aria protejată nu include niciun habitat protejat.
La baza desemnării sitului se află mai multe specii protejate de  păsări (5): uliu păsărar (Accipiter nisus granti), pasărea ogorului (Burhinus oedicnemus), Columba bollii, Columba junoniae, Dendrocopos major thanneri.